# Gotha Go 145
Gotha Go 145 – niemiecki dwupłatowy samolot szkolny z okresu przedwojennego i z czasów II wojny światowej. Na froncie wschodnim stosowany również jako nękający bombowiec nocny.

## Historia konstrukcji

Silnik Argus As-10 eksponowany w MLP w Krakowie

W roku 1933 wytwórnia Gotha powróciła do działalności w branży lotniczej. Pierwszą konstrukcją był dwumiejscowy dwupłatowiec o drewnianej konstrukcji krytej płótnem, zaprojektowany przez Alberta Kalerta – Gotha Go 145. Napęd stanowił chłodzony powietrzem silnik Argus As 10C.
Oblot prototypu miał miejsce w lutym 1934, pierwszy model produkcyjny nosił oznaczenie Gotha Go 145A. Był to samolot treningowy ze zdublowanym układem sterowniczym.
Powstały dalsze wersje rozwojowe: Gotha Go 145B z zamkniętym kokpitem (1935) oraz Go 145C – model do treningu strzelców pokładowych, w którym urządzenia sterowe w tylnej kabinie zastąpiono pojedynczym ruchomym karabinem maszynowym MG 15 kalibru 7,92 mm.

## Służba
Samoloty Gotha Go 145 rozpoczęły służbę w jednostkach szkolnych Luftwaffe w 1935. Służyły w następujących szkołach lotniczych: FFS A/B 4 (Praga), FFS A/B (Kaufbeuren), FFS A/B 41 (Frankfurt an der Oder), FFS A/B 72 (Detmold), FFS A/B 116 (Göttingen). Uznano je za udane konstrukcje, dzięki czemu produkcję podjęły również inne wytwórnie lotnicze: (AGO, Focke-Wulf czy BFW). Wersje licencyjne wytwarzano w Turcji i Hiszpanii. Hiszpańska wersja, produkowana w zakładach Construcciones Aeronáuticas SA pod odznaczeniem CASA 1145-L, pozostawała w służbie długo po II wojnie światowej.

## Zastosowanie bojowe
Od 1942 Rosjanie rozpoczęli używanie przestarzałych samolotów takich jak Polikarpow Po-2 do prowadzenia nocnych nalotów nękających. Niemcy, obserwując skuteczność takiej taktyki, postanowili ją naśladować. W grudniu 1942 zorganizowano pierwsze 13 Störkampfstaffeln (eskadry nękające), wyposażone w samoloty Go 145 i Arado Ar 66. Od października 1943 przemianowano je na Nachtschlachtgruppen (nocne dywizjony szturmowe), z których 6 wyposażonych było w całości lub w większości właśnie w Go 145.
Przykładowo, w marcu 1945 na wyposażeniu Nachtschlachtgruppe 5 było 69 samolotów Gotha Go 145, Nachtschlachtgruppe 3 w kotle kurlandzkim miała ich 18.

## Produkcja i użytkownicy
Samoloty Gotha Go 145 użytkowane były w Niemczech, Rumunii, Hiszpanii i Turcji.
Nie licząc prototypów, w Niemczech wyprodukowano 1182 egzemplarzy samolotów wszystkich wersji, wielkość produkcji licencyjnej nie jest znana.
Do czasów obecnych zachowały się – w złym stanie – dwa egzemplarze Go 145 (Museum für Verkehr und Technik w Berlinie, Norsk Luftfartssenter, Bodø, Norwegia).

## Opis konstrukcji
Gotha Go 145 był dwumiejscowym, jednosilnikowym dwupłatem szkolno-treningowym. Konstrukcja drewniana, kryta płótnem. Płat górny ze skosem dodatnim, dolny prosty. Napęd samolotu stanowił 8-cylindrowy silnik rzędowy Argus As 10C o mocy 176 kW (240 KM) wyposażony w dwułopatowe, drewniane śmigło. Podwozie stałe z płozą ogonową.